# Побычи
Побычи (укр. Побичі) — село на Украине, находится в Овручском районе Житомирской области.
Код КОАТУУ — 1824282102. Население по переписи 2001 года составляет 113 человек. Почтовый индекс — 11100. Телефонный код — 4148. Занимает площадь 0,249 км².

## Адрес местного совета
11125, Житомирская область, Овручский р-н, с.Городец